# Phycopsis terpnis
Phycopsis terpnis är en svampdjursart som beskrevs av de Laubenfels 1954. Phycopsis terpnis ingår i släktet Phycopsis och familjen Axinellidae.
Artens utbredningsområde är havet kring Mikronesien. Inga underarter finns listade i Catalogue of Life.